# میشیگامی (میشیگان)
میشیگامی (به انگلیسی: Michigamme) یک منطقهٔ مسکونی در ایالات متحده آمریکا است که در شهرستان مارکت، میشیگان واقع شده‌است. میشیگامی ۱۲٫۱ کیلومتر مربع مساحت و ۲۸۷ نفر جمعیت دارد و ۴۹۶ متر بالاتر از سطح دریا واقع شده‌است.